# Municipio de Ross (condado de Jefferson)
El municipio de Ross (en inglés: Ross Township) es un municipio ubicado en el condado de Jefferson en el estado estadounidense de Ohio. En el año 2010 tenía una población de 721 habitantes y una densidad poblacional de 9 personas por km².

## Geografía
El municipio de Ross se encuentra ubicado en las coordenadas 40°30′32″N 80°48′53″O / 40.50889, -80.81472. Según la Oficina del Censo de los Estados Unidos, el municipio tiene una superficie total de 80.13 km², de la cual 80,01 km² corresponden a tierra firme y (0,14 %) 0,11 km² es agua.

## Demografía
Según el censo de 2010, había 721 personas residiendo en el municipio de Ross. La densidad de población era de 9 hab./km². De los 721 habitantes, el municipio de Ross estaba compuesto por el 98,34 % blancos, el 0,14 % eran amerindios, el 0,14 % eran asiáticos y el 1,39 % eran de una mezcla de razas. Del total de la población el 0,28 % eran hispanos o latinos de cualquier raza.